# 木花温泉
木花温泉（きばなおんせん）は、宮崎県宮崎市学園木花台南にあった温泉。

## 温泉地
株式会社プラム観光が経営している複合施設「ジェスパ」内の2Fで営業されていた。宮崎学園都市の中心部にあり、周辺は宮崎大学木花キャンパスを始め学園都市計画で造成された市営団地・アパートが多数建ち並び、学生の街となっている。
付近には飲食店やホームセンターなどが近接しており、宮崎交通のバス停も点在するため利便性は比較的良い。郵便局やガソリンスタンドなども存在する。

## 木花温泉 閉館
2013年には温泉ポンプの故障により一時休業となっていたが、同年3月31日を以って閉館となり、ジェスパ3Fにあった球遊館（ボウリング・カラオケ・ネットカフェ等を備えた娯楽施設）も同年4月7日を以って閉館となった。1F部分にあるパチンコ店「TRESOR (トレゾール)」に関しても2023年3月31日をもって閉店。2023年8月から施設建物の取壊しが始まる。

## 温泉データ
- 泉質：含ヨウ素 - ナトリウム - 炭酸水素塩・塩化物泉
- 泉温：44.2℃
- pH値：7.9
- 湧出量：150リットル/分
- 備考：地下1300mから湧く等張泉[2]

### 施設
- 主浴
- 箱蒸しサウナ
- 寝湯
- 電気風呂
- 水風呂
- 遠赤外線サウナ
- ボディシャワー(女湯)

#### 効能
- 神経痛、筋肉痛、関節痛、五十肩、運動麻痺、関節のこわばり、うちみ、くじき、胃腸病、痔疾冷性、病後回復期、疲労回復、健康増進、きりきず、やけど、慢性皮膚炎、虚弱児童、慢性婦人病、慢性消化器病、慢性便秘、糖尿病、痛風、肝臓病

## アクセス
- 鉄道：日南線・木花駅から車で約5分。日豊本線・清武駅から車で約10分。
- バス（宮崎交通）
  - 宮崎大学行き（木花経由）：タウンセンターバス停より徒歩すぐ。（または、木花台3丁目バス停より徒歩すぐ）
  - 宮崎大学行き（清武・まなび野経由）：宮崎大学バス停より徒歩5分。

※宮崎大学行きのバスは、宮崎駅前もしくは宮交シティバスセンター発のもの。

## 周辺
- 宮崎学園都市
- 宮崎大学（木花キャンパス）
- 木花小学校・中学校、学園木花台小学校
- 加江田川
- 加江田渓谷
- 双石山（鰐塚山地）